# Коссобудзкая, Халина
Халина Коссобудзкая (пол. Halina Kossobudzka; 29 августа 1920 — 26 июля 1994) — польская актриса театра, кино, радио и телевидения.

## Биография
Халина Коссобудзкая родилась в Грудзёндзе. Дебютировала в театре в 1939 году в Гродно. Актриса Польского театра Белорусской ССР в Гродно и Белостоке, затем театров в Люблине, Кракове, Катовице, Лодзи и Варшаве. Выступала в спектаклях «театра телевидения» в 1960—1983 годах и в радиопередачах «Польского радио». Умерла в Варшаве.
Её муж — актёр Яцек Вощерович.

## Избранная фильмография
- 1961 — Действительность / Rzeczywistość
- 1962 — И ты останешься индейцем / I ty zostaniesz indianinem
- 1963 — Беспокойная племянница / Smarkula
- 1964 — Барышня в окошке / Panienka z okienka
- 1966 — Марыся и Наполеон / Marysia i Napoleon
- 1967 — Когда любовь была преступлением / Kiedy miłość była zbrodnią
- 1967 — Ставка больше, чем жизнь / Stawka większa niż życie (только в 15-й серии) – Инга Гласс, жена профессора Фрица Гласса
- 1970 — Князь сезона / Książę sezonu
- 1972 — Путешествие за улыбку / Podróż za jeden uśmiech
- 1972 — Этот жестокий, никчёмный парень / Ten okrutny, nikczemny chłopak
- 1973 — Большая любовь Бальзака / Wielka miłość Balzaka
- 1975 — Грех Антония Груды / Grzech Antoniego Grudy
- 1975 — Доктор Юдым / Doktor Judym
- 1976 — Далеко от шоссе / Daleko od szosy
- 1977 — Дело Горгоновой / Sprawa Gorgonowej
- 1983 — Магические огни / Magiczne ognie
- 1984 — Достоинство / Godność
- 1986 — Время надежды / Czas nadziei
- 1987 — Баллада о Янушике / Ballada o Januszku (только в 3-й серии)
- 1988 — Красный цвет папоротника / Przeprawa (СССР, Польша)

## Признание
- 1955 — Золотой Крест Заслуги.
- 1955 — Медаль «10-летие Народной Польши».
- 1965 — Кавалерский крест Ордена Возрождения Польши.
- 1967 — Нагрудный знак 1000-летия польского государства.
- 1974 — Медаль «30-летие Народной Польши».
- 1979 — Заслуженный деятель культуры Польши.
- 1984 — Офицерский крест Ордена Возрождения Польши.
- 1985 — Бронзовая Медаль «За заслуги при защите страны».
- 1985 — Награда Министра национальной обороны ПНР 1-й степени.
- 1985 — Золотая Медаль «За заслуги при защите страны».
- 1987 — Нагрудный знак «За заслуги перед польской культурой».